# Diphascon modestum
Diphascon modestum är en djurart som tillhör fylumet trögkrypare, och som beskrevs av Binda, Pilato och Hieronymus Dastych 1986. Diphascon modestum ingår i släktet Diphascon och familjen Hypsibiidae. Inga underarter finns listade i Catalogue of Life.